# Don Rader

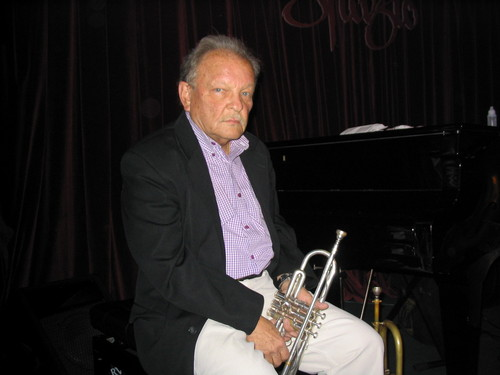
Don Rader, 2016

Donald Arthur „Don“ Rader (* 21. Oktober 1935 in Rochester (Pennsylvania); † 18. April 2023 in Van Nuys, Los Angeles) war ein amerikanischer Trompeter und Arrangeur des Modern Jazz. 

## Leben und Wirken
Rader stammt aus einer musikalischen Familie; er hatte ab dem fünften Lebensjahr Unterricht bei seinem Vater, einem Posaunisten. Er war Mitglied in College Bands, bevor er Musiker bei der Kriegsmarine wurde. Anschließend studierte er an der Sam Houston State University und bei Jerry Coker. Ab 1959 war er Mitglied bei Woody Herman and His Orchestra (Woody’s Winners), von 1961 bis 1963 bei Maynard Ferguson und im Count Basie Orchestra (1963/64) tätig. Anschließend spielte er in New York City und zog 1966 nach Los Angeles, von wo aus er weiter für diese Bandleader als Arrangeur arbeitete, aber auch für Louis Bellson, Harry James, Terry Gibbs, Frank Foster und Stan Kenton, sowie zwischen 1967 und 1972 für Les Brown tätig war. 
In den 1970er Jahren trat neben die Studiotätigkeit auch die Leitung eigener Formationen. 1983 und 1984 war Rader Mitglied des Orchesters von Erwin Lehn und war daneben für Rudi Fuesers’ „Connexion Latina“ tätig. Von Los Angeles aus arbeitete er für weitere europäische Rundfunkorchester, für Charlie Shoemake und für Thomas Stabenow. Ende der 1980er Jahre unternahm er mit Wilson de Oliveira europaweite Tourneen. Auch in den nächsten Jahren arbeitete er als Gastsolist für deutsche Big Bands. Der präzise Lead-Trompeter war weiterhin an Aufnahmen von Ella Fitzgerald, Don Menza, Bill Holman, Peter Herbolzheimer, Frank Sinatra und Manhattan Transfer beteiligt; auch hat er für Toshiko Akiyoshi, Buddy Rich und Ed Shaughnessy arrangiert. Ab 1994 lebte er in Sydney, wo er am Sydney Conservatory of Music lehrte. Außerdem war er als Dozent an der University of Redlands, dem Cerritos-Konservatorium sowie in Christchurch und Wellington tätig.

## Diskographische Hinweise
- Polluted Tears (1972)
- Wallflower (1978)
- A Foreign Affair (1992)
- Off the Beaten Track (1998)

## Lexigraphische Einträge
- Martin Kunzler: Jazz-Lexikon. Band 2: M–Z (= rororo-Sachbuch. Bd. 16513). 2. Auflage. Rowohlt, Reinbek bei Hamburg 2004, ISBN 3-499-16513-9.